# 1769年教宗選舉秘密會議
1769年教宗選舉秘密會議是教宗克勉十三世離世後樞機團於1769年2月15日至5月19日舉行的選舉秘密會議。這次教宗選舉秘密會議共有46位樞機參加。樞機團在這次選舉秘密會議裡分裂成「親耶穌會」和「反耶穌會」兩個陣營。「親耶穌會」陣營的樞機在「反耶穌會」陣營的樞機未到達選舉舉行地之前試圖進行投票，從而令他們心目中的人選當選教宗。不過「親耶穌會」陣營這個計劃在其他樞機阻止下以失敗告終。法國和西班牙後來動用否決權來禁止某些樞機成為教宗。各樞機最後選出若望·雲先·安多尼·甘加內利樞機為克勉十三世的繼任人，他取「克勉十四世」為教宗名號。

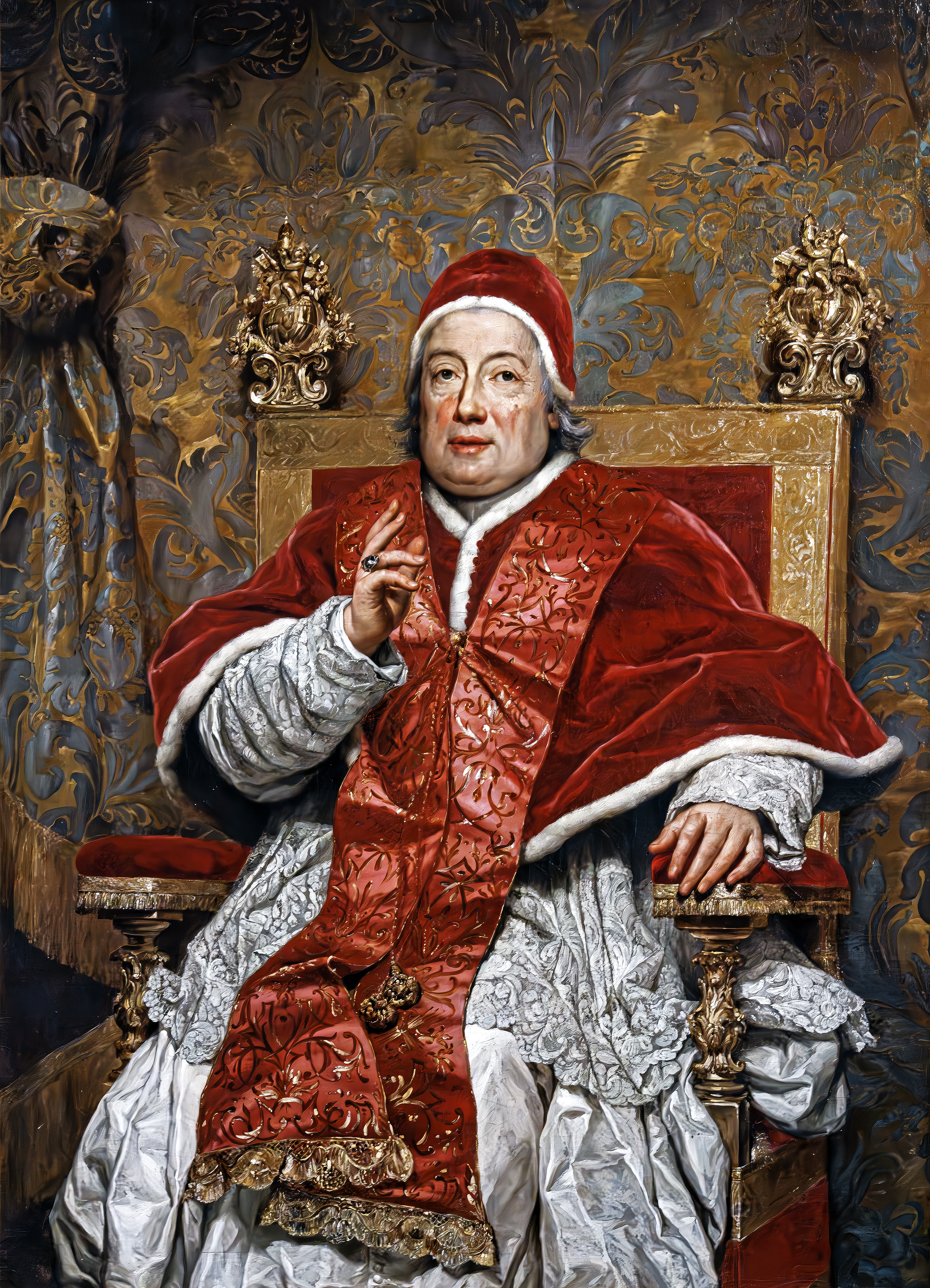
由安東·拉斐爾·門斯繪畫的教宗克勉十三世畫像。

## 克勉十三世離世
波旁王朝下數個王室和由布拉干薩王朝統治的葡萄牙王國在教宗克勉十三世任內大部分時間就鎮壓耶穌會一事向聖座施壓。耶穌會會士於1759年被趕出葡萄牙、1762年被趕出法蘭西王國、1767年被趕出西班牙、那不勒斯王國和西西里王國。1768年，他們被趕出帕爾馬和皮亞琴察公國。克勉十三世堅決保護耶穌會（其中一例是克勉十三世1765年發表的《宗座牧養的角色》詔書），但是他並不成功。法國和拿坡里於1769年1月侵佔亞維農、貝內文托和蓬泰科爾沃三個由教宗國擁有的城鎮，希望藉此迫使教宗宣布鎮壓耶穌會。然而克勉十三世於1769年2月2日在奎里納萊宮突然離世，終年75歲。這天正是他召開樞密會議決定是否需要全面鎮壓耶穌會的前一天。

## 樞機選舉人

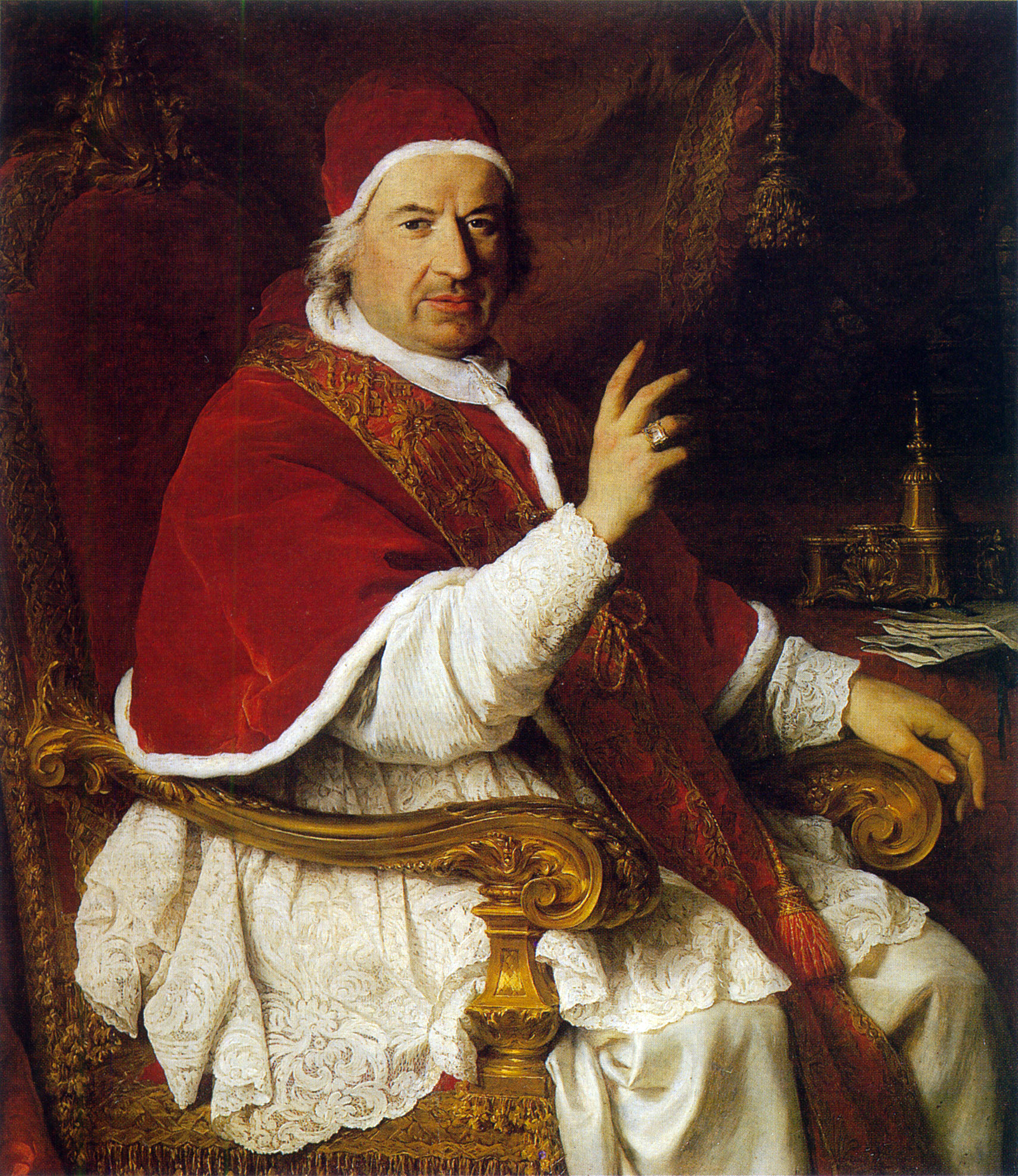
教宗本篤十四世

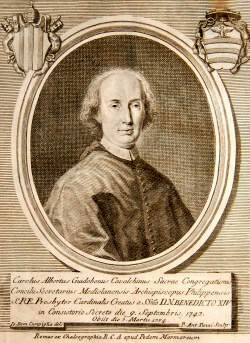
樞機團團長嘉祿·亞爾伯·圭多博諾·卡瓦爾基尼

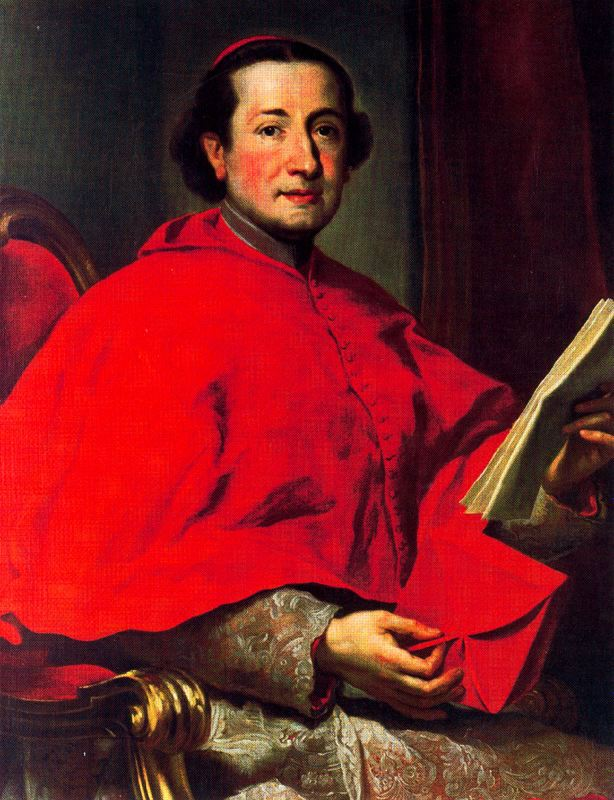
總務樞機嘉祿·雷佐尼科

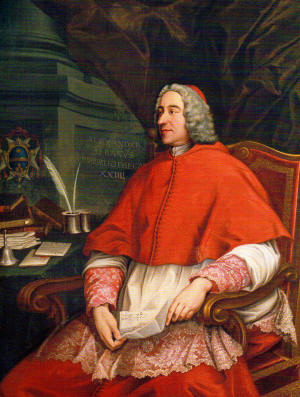
首席助祭亞歷山大·阿爾巴尼

### 出席的樞機選舉人
樞機團當時有57人，當中有46人參與這次選舉。以下是他們的資料：
| 姓名                                             | 級別       | 於羅馬的領銜職務                          | 冊封樞機日期   | 冊封者     | 備註                                                                                              |
| ------------------------------------------------ | ---------- | ----------------------------------------- | -------------- | ---------- | ------------------------------------------------------------------------------------------------- |
| 嘉祿·亞爾伯· 圭多博諾·卡瓦爾基尼                 | 主教級樞機 | 奧斯蒂亞及韋萊特里 羅馬城郊教區主教         | 1743年9月9日   | 本篤十四世 | 樞機團團長、宗座審計院副審計院長、典禮部部長、主教及修會神職人員部部長                            |
| 費德廉·瑪策祿·蘭特                               | 主教級樞機 | 波多-聖魯菲納 羅馬城郊教區主教            | 1743年9月9日   | 本篤十四世 | 樞機團副團長、善治部部長、巴尼亞亞（Bagnaia）總督                                                        |
| 若望·方濟各·阿爾巴尼                             | 主教級樞機 | 薩比娜 羅馬城郊教區主教                   | 1747年4月10日  | 本篤十四世 | 波蘭的代言樞機                                                                                    |
| 亨利·本篤·斯圖亞特                               | 主教級樞機 | 弗拉斯卡蒂 羅馬城郊教區主教               | 1747年7月3日   | 本篤十四世 | 達甦的聖老楞佐執事區代理領銜執事、羅馬天主教會副秘書長、聖伯多祿大殿總鐸                          |
| 法布里斯·塞爾貝洛尼                              | 主教級樞機 | 阿爾巴諾羅馬城郊教區主教                  | 1753年11月26日 | 本篤十四世 |                                                                                                   |
| 若望·方濟各·斯托帕尼                             | 主教級樞機 | 帕萊斯特里納 羅馬城郊教區主教             | 1753年11月26日 | 本篤十四世 |                                                                                                   |
| 若瑟·波佐邦內利                                  | 司鐸級樞機 | 神廟遺址聖母堂區司鐸                      | 1743年9月9日   | 本篤十四世 | 米蘭總教區總主教                                                                                  |
| 嘉祿·維克多· 阿瑪迪斯·德拉·蘭澤                  | 司鐸級樞機 | 聖巴西德堂區司鐸                          | 1747年4月10日  | 本篤十四世 | 尼科西亞總教區領銜總主教                                                                          |
| 雲先·馬爾韋齊                                    | 司鐸級樞機 | 聖瑪策林及聖伯多祿堂區 司鐸               | 1753年11月26日 | 本篤十四世 | 博洛尼亞總教區總主教                                                                              |
| 安多尼·塞爾薩萊                                  | 司鐸級樞機 | 聖普正珍堂區司鐸                          | 1754年4月22日  | 本篤十四世 | 拿坡里總教區總主教                                                                                |
| 方濟各·德·索利斯· 福爾克·德·卡多納               | 司鐸級樞機 | （無）                                    | 1756年4月5日   | 本篤十四世 | 西維爾總教區總主教                                                                                |
| 保祿·迪亞爾伯·德·呂訥                            | 司鐸級樞機 | 帕里奧內聖多默堂區司鐸                      | 1756年4月5日   | 本篤十四世 | 桑斯總教區總主教                                                                                  |
| 嘉祿·雷佐尼科                                    | 司鐸級樞機 | 拉特朗聖克勉堂區司鐸                      | 1758年9月11日  | 克勉十三世 | 總務樞機                                                                                          |
| 安多尼·瑪利亞·普留利                             | 司鐸級樞機 | 聖馬爾谷堂區司鐸                          | 1758年10月2日  | 克勉十三世 | 維琴察教區主教                                                                                    |
| 費爾南多·瑪利亞·德·羅西                          | 司鐸級樞機 | 聖則濟利亞堂區司鐸                        | 1759年9月24日  | 克勉十三世 | 特利騰大公會議部部長                                                                              |
| 葉理諾·斯皮諾拉                                  | 司鐸級樞機 | 聖女巴比諾堂區司鐸                        | 1759年9月24日  | 克勉十三世 | 駐費拉拉大使                                                                                      |
| 若瑟·瑪利亞·卡斯泰利                             | 司鐸級樞機 | 聖波尼法爵及聖亞肋塞堂區司鐸              | 1759年9月24日  | 克勉十三世 | 傳信部部長                                                                                        |
| 加埃塔諾·凡圖齊                                  | 司鐸級樞機 | 聖伯多祿鎖鏈堂區司鐸                      | 1759年9月24日  | 克勉十三世 | 教會豁免部部長                                                                                    |
| 伯多祿·葉理諾·古列爾米                           | 司鐸級樞機 | 山上天主聖三堂區司鐸                      | 1759年9月24日  | 克勉十三世 | 樞機團財務總管                                                                                    |
| 伯多祿·保祿·德·孔蒂                              | 司鐸級樞機 | 聖斯德望圓形堂區司鐸                      | 1759年9月24日  | 克勉十三世 |                                                                                                   |
| 若望·雲先·安多尼·甘加內利                        | 司鐸級樞機 | 十二宗徒堂區司鐸                          | 1759年9月24日  | 克勉十三世 | 方濟各住院兄弟會會士                                                                              |
| 馬爾谷-安多尼·科隆納                             | 司鐸級樞機 | 聖母平安堂區司鐸                          | 1759年9月24日  | 克勉十三世 | 羅馬教區代理主教、主教官邸部部長、立柏大殿總鐸                                                    |
| 布埃納文圖拉·德·科爾多瓦·埃斯皮諾拉·德·拉·塞爾達 | 司鐸級樞機 | （無）                                    | 1761年11月23日 | 克勉十三世 | 西印度群島宗主教                                                                                  |
| 若望·莫利諾                                      | 司鐸級樞機 | （無）                                    | 1761年11月23日 | 克勉十三世 | 布雷西亞教區主教                                                                                  |
| 西滿·博納科爾西                                  | 司鐸級樞機 | 拉丁門前聖若望堂區 司鐸                   | 1763年7月18日  | 克勉十三世 |                                                                                                   |
| 若望·屋大維·布法利尼                             | 司鐸級樞機 | 天使與殉教者聖母堂區司鐸                  | 1766年7月21日  | 克勉十三世 | 安科納教區主教                                                                                    |
| 若望·嘉祿·博斯基                                 | 司鐸級樞機 | 聖若望及保祿堂區司鐸                      | 1766年7月21日  | 克勉十三世 | 宗座聖赦院院長、東方教會禮儀書修正部部長                                                          |
| 盧多維科·卡利尼                                  | 司鐸級樞機 | 聖亞納大西亞堂區司鐸                      | 1766年9月26日  | 克勉十三世 | 大赦及聖髑部部長                                                                                  |
| 安多尼·科隆納· 布蘭奇福爾泰                      | 司鐸級樞機 | 大道聖母堂區司鐸                          | 1766年9月26日  | 克勉十三世 |                                                                                                   |
| 拉匝祿·奧皮齊奧· 帕拉維奇尼                      | 司鐸級樞機 | 聖聶勒和聖亞基略堂區司鐸                  | 1766年9月26日  | 克勉十三世 | 駐波隆那大使                                                                                      |
| 維達·博爾羅梅奧                                  | 司鐸級樞機 | 天壇聖母堂區司鐸                          | 1766年9月26日  | 克勉十三世 | 駐羅馬涅大使                                                                                      |
| 伯多祿·科隆納·潘菲利                             | 司鐸級樞機 | 越台伯河的聖母堂區 司鐸                   | 1766年9月26日  | 克勉十三世 |                                                                                                   |
| 烏爾巴諾·帕拉奇安尼· 魯蒂利                      | 司鐸級樞機 | 聖嘉禮堂區司鐸                            | 1766年9月26日  | 克勉十三世 | 費爾莫總教區總主教                                                                                |
| 斐理伯·瑪利亞·皮雷利                             | 司鐸級樞機 | 聖基所恭堂區司鐸                          | 1766年9月26日  | 克勉十三世 |                                                                                                   |
| 亞歷山大·阿爾巴尼                                | 執事級樞機 | 拉塔路聖母執事區執事                      | 1721年7月16日  | 諾森十三世 | 樞機團首席助祭、希臘聖母堂代理領銜執事、神聖羅馬教會圖書館館長、奧地利王朝和撒丁王國的代言樞機    |
| 乃黎·瑪利亞·科西尼                               | 執事級樞機 | 聖歐大邱執事區執事                        | 1730年8月14日  | 克勉十二世 | 拉特朗聖若望大殿總鐸、 羅馬及普世宗教裁判最高聖部部長、宗座聖璽正義最高法院院長、葡萄牙的代言樞機 |
| 道明·奧爾西尼·迪·阿拉貢                          | 執事級樞機 | 聖母與諸殉道者執事區 執事                 | 1743年9月9日   | 本篤十四世 | 駐那不勒斯王國大使                                                                                |
| 弗拉維奧·基吉                                    | 執事級樞機 | 金碧地利聖母執事區執事                    | 1753年11月26日 | 本篤十四世 | 禮儀部部長                                                                                        |
| 類斯·瑪利亞·托爾雷賈尼                           | 執事級樞機 | 蘇博拉聖亞加塔執事區執事                  | 1753年11月26日 | 本篤十四世 | 前國務樞機卿                                                                                      |
| 方濟各-若亞敬·德· 伯多祿·德·貝爾尼斯             | 執事級樞機 | （無）                                    | 1758年10月2日  | 克勉十三世 | 法蘭西王國駐聖座大使（選舉秘密會議完結後就任）、阿爾比總教區總主教                                |
| 若望·君斯當休·卡拉喬洛                           | 執事級樞機 | 皇宮的聖凱撒利亞執事區 執事               | 1759年9月24日  | 克勉十三世 | 宗座聖璽聖寵法院院長                                                                              |
| 尼各老·佩爾雷利                                  | 執事級樞機 | 維拉布洛聖喬治執事區執事                    | 1759年9月24日  | 克勉十三世 |                                                                                                   |
| 安德肋·科西尼                                    | 執事級樞機 | 魚市場的聖安傑洛執事區 執事               | 1759年9月24日  | 克勉十三世 |                                                                                                   |
| 安德肋·內格羅尼                                  | 執事級樞機 | 聖維圖斯、莫德斯托和 克雷謝齊亞執事區執事 | 1763年7月18日  | 克勉十三世 | 宗座簡函院秘書                                                                                    |
| 沙勿略·卡納萊                                    | 執事級樞機 | 階梯聖母執事區執事                        | 1766年9月26日  | 克勉十三世 | 蘇比亞科代理修道院院長                                                                            |
| 本篤·韋泰蘭尼                                    | 執事級樞機 | 聖葛斯默和達彌盎執事區 執事               | 1766年9月26日  | 克勉十三世 | 索引部部長                                                                                        |

克勉十三世冊封當中29人為樞機，另有15人由本篤十四世擢升。亞歷山大·阿爾巴尼則由諾森十三世委任為樞機，而乃黎·瑪利亞·科西尼就由克勉十二世冊封。

### 缺席的樞機選舉人
有11位樞機並沒有到羅馬參與選舉秘密會議。
| 姓名                                              | 級別       | 於羅馬的領銜職務         | 冊封樞機日期   | 冊封者     | 備註                             |
| ------------------------------------------------- | ---------- | ------------------------ | -------------- | ---------- | -------------------------------- |
| 雅各伯·奧狄                                       | 司鐸級樞機 | 盧奇娜的聖老楞佐堂區司鐸 | 1743年9月9日   | 本篤十四世 | 維泰博-圖斯卡尼亞教區主教        |
| 嘉祿·方濟各·杜里尼                                | 司鐸級樞機 | 四殉道堂區司鐸           | 1753年11月26日 | 本篤十四世 | 帕維亞-阿馬西亞教區主教          |
| 類斯·費南迪·德·科爾多瓦                           | 司鐸級樞機 | （無）                   | 1754年12月18日 | 本篤十四世 | 托萊多總教區總主教               |
| 斯德望-雷納圖斯·博天·德·熱斯夫雷                  | 司鐸級樞機 | 城外聖依搦斯堂區司鐸     | 1756年4月5日   | 本篤十四世 | 博韋教區主教                     |
| 方濟各·高拉·加西·馮·羅德特                        | 司鐸級樞機 | 人民聖母堂區司鐸         | 1756年4月5日   | 本篤十四世 | 康士坦茲主教區主教               |
| 方濟各·德·薩爾達尼亞·達·伽馬                      | 司鐸級樞機 | （無）                   | 1756年4月5日   | 本篤十四世 | 里斯本宗主教區宗主教             |
| 基多福·安多尼·馮·米加齊· 馮·瓦爾·索嫩圖爾恩       | 司鐸級樞機 | （無）                   | 1761年11月23日 | 克勉十三世 | 維也納總教區總主教、瓦茨教區署理 |
| 安多尼·克萊里阿迪·德· 舒瓦瑟爾·德·貝奧珀          | 司鐸級樞機 | （無）                   | 1761年11月23日 | 克勉十三世 | 貝桑松總教區總主教               |
| 若望-方濟各-若瑟·德·羅什舒阿爾                    | 司鐸級樞機 | 聖歐瑟伯堂區司鐸         | 1761年11月23日 | 克勉十三世 | 拉昂教區主教                     |
| 方濟各·基多福·弗雷赫爾· 馮·胡騰·祖·施托爾岑費爾斯 | 司鐸級樞機 | （無）                   | 1761年11月23日 | 克勉十三世 | 詩貝亞教區主教                   |
| 類斯·凱撒·德·羅漢-格尚尼                          | 司鐸級樞機 | （無）                   | 1761年11月23日 | 克勉十三世 | 斯特拉斯堡教區主教               |

## 樞機團分裂和教宗候選人
耶穌會的問題幾乎成為這次選舉秘密會議的焦點。樞機團在這次選舉秘密會議裏分成「親耶穌會」和「反耶穌會」兩個陣營。「親耶穌會」陣營（又名「熱誠派」）集合了在羅馬教廷工作並反對世俗政體干預教會的的意大利樞機，他們的領袖是若望·方濟各·阿爾巴尼、亞歷山大·阿爾巴尼和克勉十三世的姪子樞機嘉祿·雷佐尼科。「反耶穌會」陣營（又稱「王室派」）則由天主教會內具影響力的法國、西班牙和拿坡里代王樞機組成，而上述三個國家當時分別由法國國王路易十五、西班牙國王卡洛斯三世和拿坡里王國國王費迪南多四世統治。三個國家為了達成鎮壓耶穌會這個主要目標而一起合作。聽命於法國的德·貝爾尼斯樞機後來成為「反耶穌會」陣營的領袖。各王室認為就算運用否決權也要阻止任何立場親耶穌會的候選人當選教宗。後來當選教宗的若望·甘加內利樞機並不屬於任何一個派別。
西班牙和拿坡里政府將11位、8位、3位、15位和6位意大利樞機（合共43人）分別歸類為「良好」、「一般」、「未能確定」、「差」和「非常差」5種類別。以下是他們的名單：
| 「良好」 | 「一般」                                                                                      | 「未能確定」                      | 「差」 | 「非常差」                                                          |
| --- | --------------------------------------------------------------------------------------------- | --------------------------------- | --- | ------------------------------------------------------------------- |
| 1. 塞爾薩萊 2. 卡瓦爾基尼 3. 內格羅尼 4. 杜里尼 5. 乃黎·科西尼 6. 孔蒂 7. 布蘭奇福爾泰 8. 卡拉喬洛 9. 安德肋·科西尼 10. 甘加內利 11. 皮雷利 | 1. 古列爾米 2. 卡納萊 3. 波佐邦內利 4. 佩雷利 5. 馬爾韋齊 6. 帕拉維奇尼 7. 斯圖亞特 8. 潘菲利 | 1. 蘭特 2. 斯托帕尼 3. 塞爾貝洛尼 | 1. 奧狄 2. 亞歷山大·阿爾巴尼 3. 羅西 4. 卡利尼 5. 韋泰蘭尼 6. 莫利諾 7. 普留利 8. 布法利尼 9. 蘭澤 10. 斯皮諾拉 11. 帕拉奇安尼 12. 若望·方濟各·阿爾巴尼 13. 鮑羅麥歐 14. 科隆納 15. 凡圖齊 | 1. 托雷賈尼 2. 卡斯泰利 3. 博納科爾西 4. 基吉 5. 博斯基 6. 雷佐尼科 |

作為拿坡里王室官方代表的奧爾西尼樞機和其他非意大利樞機並沒有被歸入這5個類別。除了西班牙和拿坡里政府外，法國政府亦有將各樞機分類。然而法國的分類準則比西班牙和拿坡里的更加嚴格，法國政府只視孔蒂、杜里尼和甘加內利三位樞機為良好的候選人。上述43位意大利樞機裡有27至28人是「潛在教宗」，其餘9至10人均因為年齡或其他原因而不被視作有較大機會當選教宗的人。剩餘的樞機情況未明。

## 選舉秘密會議

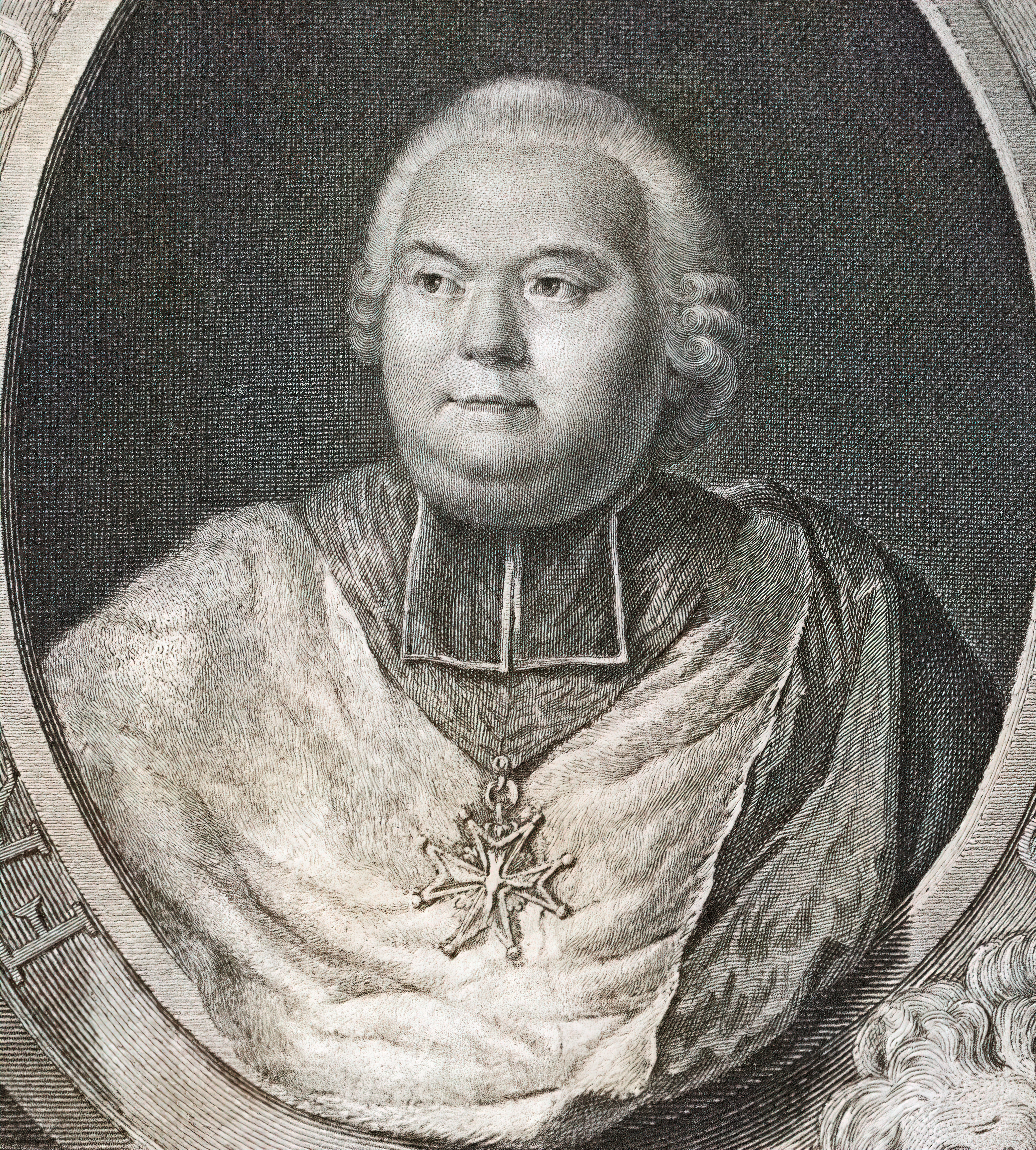
方濟各-若亞敬·德·伯多祿·德·貝爾尼斯樞機是其中一位主導這次選舉秘密會議的人

這次選舉秘密會議於1769年2月15日舉行，選舉開始之時只有27位樞機參與。當時參與選舉的樞機大部分均為「熱誠派」的樞機，而法國和西班牙的樞機並未到場。「熱誠派」於是在這兩個有利條件下嘗試盡快令弗拉維奧·基吉樞機當選教宗。在「熱誠派」主導下，基吉樞機的其中一次投票裡只需要多兩票便可以當選教宗。法國和西班牙的大使因而對「熱誠派」的行為表示強烈抗議。雖然他們表達強烈抗議，但是身為拿坡里王國代言樞機的奧爾西尼是早期投票裡唯一在場的代王樞機。他和其他立場中立的樞機最後能夠阻止基吉當選教宗。
神聖羅馬帝國皇帝約瑟夫二世3月6日史無前例地隱藏身分到達羅馬並同時獲准進入選舉舉行地。約瑟夫二世在羅馬逗留了兩星期，期間他自由地跟選舉人進行討論。然而他並沒有就新教宗的人選向樞機團施壓。雖則如此，但是他希望樞機團可以選出一位能夠履行聖職和給予各世俗政權統治者適當尊重的教宗。
德·貝爾尼斯樞機於3月上旬到場。奧爾西尼樞機因為在阻止「熱誠派」相關行動方面遇到極大困難而放棄出任「反耶穌會」陣營的領袖，德·貝爾尼斯因而接替他的職位。貝爾尼斯樞機上任後隨即與法國大使奧貝泰爾侯爵設立了一個定期通信渠道，但是這個舉動是違反教宗選舉秘密會議裡「不可與外界接觸」的基本規定。方濟各·德·索利斯·福爾克·德·卡多納堅持候選人必須要親筆承諾打壓耶穌會，但是貝爾尼斯則以違反《天主教法典》為由而拒絕接受這個建議。法國和西班牙後來動用他們的否決權，令28位「潛在教宗」裡有23位被禁止出任教宗。這23位樞機裡包括得到最多支持票的凡圖齊、卡瓦爾基尼、科隆納、斯托帕尼、波佐邦內利和塞爾薩萊等人。
4月27日，德·索利斯和布埃納文圖拉·德·科爾多瓦·埃斯皮諾拉·德·拉·塞爾達兩位西班牙樞機到場。德·索利斯樞機到場前與西班牙大使薩普魯會面。在雲先·馬爾韋齊樞機、法國和西班牙大使的支持下，德·索利斯發出「凡要當選教宗者必須親筆承諾會鎮壓耶穌會」的指示。及後他留意到樞機團內唯一的修士、隸屬方濟各住院兄弟會的甘加內利樞機有可能是適合出任教宗的人。索利斯於是試探甘加內利，看看甘加內利是否願意鎮壓耶穌會。甘加內利回應：「有良好意識的教宗在遵守《天主教法典》下有權令耶穌會消亡。各君王亦值得擁有一個為他們做事的教宗。為了滿足各君王的慾望，教宗應運用自身權力為他們做任何事。」然而，甘加內利對耶穌會的看法存疑。耶穌會會士曾教導年少的甘加內利。耶穌會總會長老楞佐·里奇據報曾請求將他擢升為樞機，他因而成為樞機。雖則如此，他在克勉十三世任內並沒有為耶穌會辯護。現時無法得知甘加內利當年是親筆或口頭同意鎮壓耶穌會，但是這個聲明完全滿足了各大使的要求。
與此同時，若望·方濟各·阿爾巴尼、亞歷山大·阿爾巴尼和西班牙樞機進行秘密談判。「熱誠派」在談判後才決定傾向支持甘加內利出任教宗。在耶穌會的眼中，他們認為甘加內利是一位一般或良好的人選。身為「反耶穌會」陣營領袖的德·索利斯並沒有參與有關推舉甘加內利為新教宗的討論，因為他只遵從由奧貝泰爾侯爵發出且人人皆知的指示。

### 投票結果

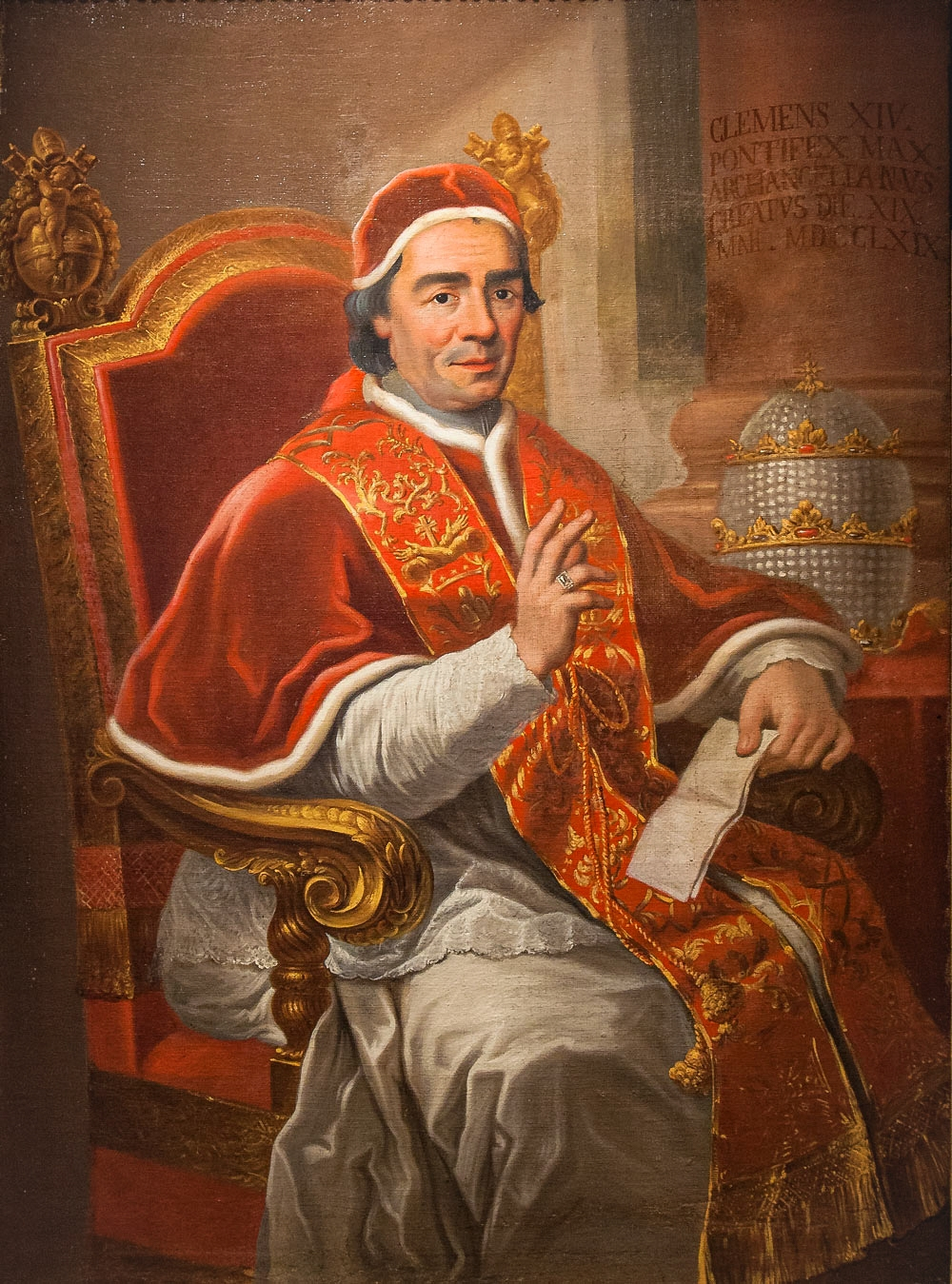
若望·雲先·安多尼·甘加內利樞機在這場選舉裏獲選教宗並取「克勉十四世」為名號。

克勉十四世的教宗牧徽

樞機團在4月27日至5月18日舉行了22輪投票，得票較多的5位樞機中有一人在選舉開始的時候獲得較多樞機支持，但後來則落後於其他樞機；亦有人在整個投票過程中所得票數相差數票。

## 選出新教宗
1769年5月19日，若望·雲先·安多尼·甘加內利樞機在最後一次投票裡得到除自己外所有樞機的支持票（他的一票投給了教宗克勉十三世的姪子兼「熱誠派」其中一位領袖嘉祿·雷佐尼科樞機）。為了紀念擢升他為樞機的克勉十三世，他取名為「克勉十四世」。
克勉十四世的羅馬主教晉牧禮於5月28日舉行，克勉十四世的加冕禮於6月上旬舉行。

## 腳註及參考文獻

### 腳註
1. ↑  Baumgartner, Frederic J. . Palgrave Macmillan. 2003-12-19: 177  [2018-02-24]. ISBN 0-312-29463-8. （原始内容存档于2018-02-24） （英语）.
2. 1 2 3 4 5 6 7 8 9 10 11  Adams, John Paul. . California State University, Northridge. 2015-07-04  [2018-01-23]. （原始内容存档于2018-01-23） （英语）.
3. 1 2 3  Smith, S. . The Catholic Encyclopedia. New York: Robert Appleton Company. 1908  [2018-01-27]. （原始内容存档于2018-01-27） –New Advent （英语）.
4. ↑  O'Riordan, M. . The Catholic Encyclopedia. New York: Robert Appleton Company. 1907  [2018-02-08]. （原始内容存档于2018-02-08） –New Advent （英语）.
5. ↑  Miranda, Salvador. . Florida International University.   [2018-02-24]. （原始内容存档于2018-01-20） （英语）.
6. 1 2  . The Vatican.   [2018-08-02]. （原始内容存档于2018-08-02） （英语）.
7. 1 2 3 4 5 6 7 8 9 10  Miranda, Salvador. . Florida International University.   [2018-01-27]. （原始内容存档于2018-01-27） （英语）.
8. 1 2 3 4  Miranda, Salvador. . Florida International University.   [2018-01-27]. （原始内容存档于2018-01-27） （英语）.
9. 1 2  Miranda, Salvador. . Florida International University.   [2018-01-27]. （原始内容存档于2018-01-27） （英语）.
10. 1 2 3 4 5 6  Miranda, Salvador. . Florida International University.   [2018-02-01]. （原始内容存档于2018-02-01） （英语）.
11. 1 2  Miranda, Salvador. . Florida International University.   [2018-02-01]. （原始内容存档于2018-02-01） （英语）.
12. 1 2 3 4  Miranda, Salvador. . Florida International University.   [2018-02-01]. （原始内容存档于2018-02-01） （英语）.
13. 1 2  Miranda, Salvador. . Florida International University.   [2018-02-01]. （原始内容存档于2018-02-01） （英语）.
14. 1 2 3  Miranda, Salvador. . Florida International University.   [2018-02-01]. （原始内容存档于2018-02-01） （英语）.
15. 1 2 3 4 5 6 7 8  Miranda, Salvador. . Florida International University.   [2018-01-28]. （原始内容存档于2018-01-28） （英语）.
16. 1 2 3  Miranda, Salvador. . Florida International University.   [2018-02-01]. （原始内容存档于2018-02-01） （英语）.
17. 1 2 3  Miranda, Salvador. . Florida International University.   [2018-02-01]. （原始内容存档于2018-02-01） （英语）.
18. 1 2  Miranda, Salvador. . Florida International University.   [2018-02-01]. （原始内容存档于2018-02-01） （英语）.
19. 1 2 3 4 5  Miranda, Salvador. . Florida International University.   [2018-01-29]. （原始内容存档于2018-01-29） （英语）.
20. 1 2  Miranda, Salvador. . Florida International University.   [2018-02-01]. （原始内容存档于2018-02-01） （英语）.
21. 1 2  Miranda, Salvador. . Florida International University.   [2018-02-01]. （原始内容存档于2018-02-01） （英语）.
22. ↑  Miranda, Salvador. . Florida International University.   [2018-02-04]. （原始内容存档于2018-02-04） （英语）.
23. 1 2  Littell, 1848, pp. 597-599.
24. ↑  The English Review, 1847, p.12.
25. 1 2 3 4 5 6 7  Wilheim, J. . The Catholic Encyclopedia. New York: Robert Appleton Company. 1908  [2018-02-13]. （原始内容存档于2018-02-13） –New Advent （英语）.
26. ↑  . BBC.   [2018-02-21]. （原始内容存档于2018-02-21） （英语）.
27. ↑  The Editors of Encyclopædia Britannica (编). . . 1998-07-20  [2018-02-21]. （原始内容存档于2018-02-21） （英语）.
28. ↑  The English Review, 1847, pp. 11-12.
29. ↑  Littell, 1848, pp. 598-599.
30. ↑  Littell, 1848, p. 599.
31. ↑  Littell, 1848, pp. 597-598.
32. ↑  Piazzoni, 2003, pp. 287-288.
33. ↑  Littell, 1848, p. 597.
34. ↑  Littell, 1848, p. 598.
35. ↑  Littell, 1848, p. 600.
36. ↑  Artaud de Montor, 1911, p. 79.
37. 1 2 3  Dopierała, 1996, p. 366.
38. ↑  Littell, 1848, p. 601.
39. ↑  The English Review, 1847, pp. 25-26.
40. ↑  Adams, John Paul. . California State University, Northridge. 2014-03-21  [2018-02-21]. （原始内容存档于2018-02-21） （英语）.
41. ↑  The English Review, 1847, p. 21.
42. ↑  Artaud de Montor, 1911, pp. 79-80.